# Copa Merconorte 2001
Die Copa Merconorte 2001 war die 4. und letzte Ausspielung des südamerikanischen Vereinsfußballwettbewerbs. Es nahmen 16 Mannschaften teil. Erstmals nehmen auch Vertreter aus den Vereinigten Staaten am Wettbewerb teil. Der kolumbianische Vertreter Millonarios FC gewann das Finale nach Elfmeterschießen gegen CS Emelec aus Ecuador und holte damit seinen 1. Titel im Wettbewerb.

## Modus
Es nehmen 16 Mannschaften am Wettbewerb teil. Die Klubs spielen in 4 Gruppen à 4 Mannschaften. Die Gruppensieger qualifizieren sich für die Halbfinalspiele. Das Finale wird ebenso wie das Semifinale in Hin- und Rückspielen ausgetragen.

## Gruppenphase

### Gruppe A
| Pl. | Verein          | Sp. | S | U | N | Tore    | Diff. | Punkte |
| --- | --------------- | --- | - | - | - | ------- | ----- | ------ |
| 1.  | Club Necaxa     | 6   | 5 | 0 | 1 | 012:500 | +7    | 15     |
| 2.  | América de Cali | 6   | 3 | 1 | 2 | 007:700 | ±0    | 10     |
| 3.  | Alianza Lima    | 6   | 1 | 2 | 3 | 008:100 | −2    | 05     |
| 4.  | SD Aucas        | 6   | 1 | 1 | 4 | 006:110 | −5    | 04     |

### Gruppe B
| Pl. | Verein                | Sp. | S | U | N | Tore    | Diff. | Punkte |
| --- | --------------------- | --- | - | - | - | ------- | ----- | ------ |
| 1.  | Millonarios FC        | 6   | 4 | 0 | 2 | 010:700 | +3    | 12     |
| 2.  | Deportivo Italchacao  | 6   | 4 | 0 | 2 | 009:800 | +1    | 12     |
| 3.  | MetroStars            | 6   | 3 | 0 | 3 | 008:500 | +3    | 09     |
| 4.  | Deportivo Guadalajara | 6   | 1 | 0 | 5 | 003:100 | −7    | 03     |

### Gruppe C
| Pl. | Verein              | Sp. | S | U | N | Tore    | Diff. | Punkte |
| --- | ------------------- | --- | - | - | - | ------- | ----- | ------ |
| 1.  | Santos Laguna       | 9   | 5 | 3 | 1 | 015:600 | +9    | 18     |
| 2.  | Sporting Cristal    | 6   | 3 | 2 | 1 | 010:100 | ±0    | 11     |
| 3.  | Kansas City Wizards | 6   | 1 | 1 | 4 | 008:120 | −4    | 04     |
| 4.  | Barcelona SC        | 6   | 0 | 3 | 3 | 009:140 | −5    | 03     |

### Gruppe D
| Pl. | Verein                    | Sp. | S | U | N | Tore    | Diff. | Punkte |
| --- | ------------------------- | --- | - | - | - | ------- | ----- | ------ |
| 1.  | CS Emelec                 | 6   | 3 | 3 | 0 | 008:100 | +7    | 12     |
| 2.  | Atlético Nacional         | 6   | 3 | 1 | 2 | 007:500 | +2    | 10     |
| 3.  | Universitario de Deportes | 6   | 3 | 1 | 2 | 007:700 | ±0    | 10     |
| 4.  | Club Blooming             | 6   | 0 | 1 | 5 | 003:120 | −9    | 01     |

## Halbfinale
Die Hinspiele fanden am 20. und 29. November, die Rückspiele am 27. November und 6. Dezember 2001 statt.
|                | Gesamt          |               | Hinspiel | Rückspiel |
| -------------- | --------------- | ------------- | -------- | --------- |
| CS Emelec      | 5:5 (4:2 i. E.) | Santos Laguna | 4:1      | 1:4       |
| Millonarios FC | 5:5 (3:1 i. E.) | Club Necaxa   | 3:2      | 2:3       |

## Finale
Das Hinspiel fand am 13., das Rückspiel am 20. Dezember 2001 statt.
|           | Gesamt          |                | Hinspiel | Rückspiel |
| --------- | --------------- | -------------- | -------- | --------- |
| CS Emelec | 2:2 (1:3 i. E.) | Millonarios FC | 1:1      | 1:1       |

## Beste Torschützen
| Rang | Spieler              | Klub              | Tore |
| ---- | -------------------- | ----------------- | ---- |
| 1    | Otilino Tenorio      | Club Sport Emelec | 7    |
| 2    | Alfredo David Moreno | Club Necaxa       | 6    |
| 3    | Wilson Cano          | Millonarios FC    | 5    |
|      | Eduardo Lillingston  | Santos Laguna     | 5    |